# Cattleya colnagoi
Cattleya colnagoi är en orkidéart som först beskrevs av Guy Robert Chiron och Vitorino Paiva Castro, och fick sitt nu gällande namn av Van den Berg. Cattleya colnagoi ingår i släktet Cattleya och familjen orkidéer. Inga underarter finns listade i Catalogue of Life.